# Schöpfbau
Als Schöpfbau oder Schöpfwerk bezeichnet man im Bergbau eine Verlaugungskammer oder ein Laugwerk, das ohne unteren Soleabfluss gebaut und betrieben wird. Die Gewinnung der Sole erfolgt hierbei mittels Kübeln oder Tonnen. Schöpfbaue waren ab dem 13. Jahrhundert im Haselgebirge zur Solegewinnung stark verbreitet. Sie sind die älteste Form der untertägigen Solegewinnung.

## Grundlagen
Beim Schöpfbau nutzt man zur Salzgewinnung die Löslichkeit des Salzes in Wasser aus. Diese Form ist besonders im Haselgebirge gebräuchlich, da es sich bei diesem um ein teilweise kochsalzhaltiges Gebirge handelt, das mit Gips, Ton und Anhydrit vermischt ist. Durch Zugabe von Süßwasser wird das Salz aus dem mit Verunreinigungen vermischten Salzlager herausgelöst. Dieser Vorgang wird als Auslaugen, das Abbauverfahren als „Nasser Abbau“ bezeichnet. Die gesättigte Sole wird manuell mit Schöpfgefäßen abgeschöpft und zur weiteren Verarbeitung weggebracht. Die Gewinnung von Sole mittels Schöpfbau wurde bis Ende des 16. Jahrhunderts betrieben. Hierbei unterschied man zwischen dem einfachen Schöpfbau und dem Schöpfbau mit Pütte. Mit Beginn des 17. Jahrhunderts wurden diese Verfahren durch eine technische Modifikation, das sogenannte Ablasswerk, verdrängt.

## Erstellung des einfachen Schöpfbaus
Zunächst wurde von einem Hauptstollen aus ein seitlicher Stollen aufgefahren. Diesen Stollen bezeichnete der Bergmann als Schachtricht Schaftricht oder Schafftricht. Anschließend wurde am Ende des Schafftrichts ein tonnlägiger Grubenbau bis in eine Teufe von etwa zehn Metern erstellt. Dieser wurde mit Treppenstufen versehen und als Ankehrschurf bezeichnet. Am Fuß des Ankehrschurfs wurde ein Hohlraum, der sogenannte Werkraum, für den Solungsprozess erstellt. Die Seitenwände des Hohlraumes bezeichnet der Bergmann als Ulmen, die Firste als Himmel oder Werkhimmel und die untere Fläche als Sohle. Über den Ankehrschurf wurde nach Fertigstellung das zur Auslaugung benötigte Süßwasser geleitet. Dieses wurde über Holzleitungen, die sogenannten Deicheln, von über Tage bis in den Schöpfbau geleitet. Diesen Vorgang bezeichnete der Bergmann als Ankehren. Nun wurde mit dem Auslaugeprozess begonnen.

## Erstellen des Schöpfbaus mit Pütte
Der Schöpfbau mit Pütte ist eine Weiterentwicklung des einfachen Schöpfbaus. Zunächst wurde der Schachtricht aufgefahren. Anschließend wurde am Ende des Schaftrichts ein kleiner Schacht, den die Bergleute Pütte nannten, mit einer Teufe von 20 bis 30 Metern abgeteuft. Die Pütte wurde mit einem einfachen Handhaspel versehen, der später zur Förderung der Sole diente. Nach Fertigstellung der Pütte wurde auf deren Sohle ein Laugraum, der sogenannte Werkraum, erstellt. Neben der Pütte wurde der Ankehrschurf aufgefahren. Dieser reichte am Fußpunkt bis in den Werkraum. Der Ankehrschurf wurde mit Treppenstufen versehen. Das zur Soleerstellung benötigte Süßwasser wurde von über Tage über hölzerne Leitungen bis in den Laugraum geleitet.

## Betrieb
Nach dem Einleiten des Süßwassers in den Laugraum greift das Wasser die Seitenwände und die Decke an und löst die Salze und Beimischungen aus dem Gebirge heraus. Diesen Vorgang bezeichnete der Bergmann als Ätzen oder Verätzen. Sobald die Sole einen Salzgehalt von rund 27 Prozent erreicht hatte, war sie gesättigt und konnte abgeschöpft werden. Dies erfolgte mit Kübeln oder Tonnen. Das Abschöpfen erfolgte entweder manuell oder mit der Haspelanlage über die Pütte. Die beim Auslaugen unlöslichen Bestandteile, der Laist, fielen auf die Sohle des Laugraumes und mussten von Zeit zu Zeit manuell mit Ledereimern entfernt werden. Nach dem Entleeren des Laugraumes wurde dieser wieder mit Süßwasser gefüllt. Dabei wurde darauf geachtet, dass ausreichend Wasser eingefüllt wurde, sodass sich der Himmel um ein bestimmtes Maß, das sogenannte Ätzmaß, erhöhte.